# Amazona vinacea
L'amazzone vinata (Amazona vinacea) è un uccello della famiglia degli Psittacidi.

## Descrizione
Colore generale verde, anello perioftalmico grigio, redini rosse, nuca azzurrognola, gola e petto violacei, di un colore molto vicino a quello del vino rosso (da cui il nome comune), specchio alare rosso, remiganti blu e nere, becco violaceo all'attaccatura e giallo grigiastro in punta, iride rossa, ha taglia attorno ai 30 cm. Non presenta dimorfismo sessuale, mentre i soggetti immaturi si identificano per i colori più pallidi, per il petto screziato di verde e per l'iride marrone.

## Comportamento
Predilige le foreste di araucaria, di cui consuma con ghiottoneria i frutti maturi, per vivere e nidificare, fino a una quota di 2000 metri. Spesso si associa con l'amazzone occhirossi e con il pappagallo testasquamata.

## Distribuzione
Avrebbe un areale distributivo molto ampio, dal Brasile sud-orientale al Paraguay orientale e all'Argentina del nord; ma la riduzione numerica drastica, che la fa rientrare nell'Appendice I CITES, fa sì che l'unica popolazione importante sia oggi localizzata tra gli Stati di S. Paolo e Paranà in Brasile. Molto rara anche in cattività dove la riproduzione è ottenuta in pochi allevamenti.